# Милован Рашковић
Милован Рашковић (Пажић, 9. јун 1828 — Калипоље, 24. јун 1876) је био српски капетан.

## Биографија
Рођен је 9. јуна 1928. године у селу Пажићу, у срезу и округу белопавлићком у Црној Гори. Књигу — буквар, часловац и требник — учио је код попа Јована Зимонића. Из Црне Горе Милован се с оцем преселио у Србију и настанио у селу Глоговцу близу Алексинца. Одатле се, ожењен у Јагодини, преселио у поменуто место код свог таста Петра Марковића Ћурчије. У Јагодини је живео до 1862. године, а тада је, 13. јуна, ступио у војску као командир Црногорске чете. Исте године 1. новембра постао је привремени потпоручник, а септембра 1864. године потврђен му је тај чин. Дана 1. јануара 1870. године постао је поручник, а 10. јуна 1876. године капетан 2. класе. Као капетан отишао је 1876. године с војском на Јавор, где је добио команду над златиборским батаљоном 1. класе народне војске.
На Калипољу, пред Сеницом, на Ивањдан 24. јуна 1876. године, српска војска под генералом Захом сударила се с Турцима којима је командовао Ферик Мехмед Али-паша, потоњи врховни командант турске војске против Руса 1877. године. Ту је Рашковић, на коњу, с револвером у руци, водио своје Златиборце, и у самом стрељачком ланцу пао је пред кишом куршума. Чим је он пао напредовање српске војске се зауставило. Од силне турске ватре није било могућности да се спасе његово тело, које је остало да лежи на Калипољу.